# Færøske lagtingsmedlemmer 1988-1990
Færøernes Lagting havde 32 medlemmer mellem lagtingsvalgene 1988 og 1990.

## Medlemmer
| Navn                  | Parti                     | Valgkreds      | Bemærkninger                                                                |
| --------------------- | ------------------------- | -------------- | --------------------------------------------------------------------------- |
| Óli Breckmann         | Fólkaflokkurin            | Suðurstreymoy  |                                                                             |
| Atli Dam              | Javnaðarflokkurin         | Suðuroy        | Lagmand 1988–1989.                                                          |
| Niels Pauli Danielsen | Kristiligi Fólkaflokkurin | Norðoyar       |                                                                             |
| Jógvan Durhuus        | Tjóðveldisflokkurin       | Norðurstreymoy | Minister 1988–1989. Øssur av Steinum overtog sædet.                         |
| Pauli Ellefsen        | Sambandsflokkurin         | Suðurstreymoy  |                                                                             |
| Svend Aage Ellefsen   | Fólkaflokkurin            | Vágar          |                                                                             |
| Signar Hansen         | Tjóðveldisflokkurin       | Eysturoy       | Minister 1989–1990. Petur Reinert overtog sædet.                            |
| Heini O. Heinesen     | Tjóðveldisflokkurin       | Norðoyar       |                                                                             |
| Sune Jacobsen         | Sambandsflokkurin         | Vágar          |                                                                             |
| Edmund Joensen        | Sambandsflokkurin         | Eysturoy       |                                                                             |
| Vilhelm Johannesen    | Javnaðarflokkurin         | Norðoyar       | Minister 1988–1989.                                                         |
| Jógvan A. Johannessen | Javnaðarflokkurin         | Sandoy         |                                                                             |
| Anfinn Kallsberg      | Fólkaflokkurin            | Norðoyar       | Minister i 1989.                                                            |
| Jógvan við Keldu      | Fólkaflokkurin            | Norðoyar       |                                                                             |
| Karin Kjølbro         | Tjóðveldisflokkurin       | Suðurstreymoy  |                                                                             |
| Lasse Klein           | Sjálvstýrisflokkurin      | Eysturoy       |                                                                             |
| Jacob Lindenskov      | Javnaðarflokkurin         | Suðurstreymoy  |                                                                             |
| Poul Michelsen        | Fólkaflokkurin            | Suðurstreymoy  |                                                                             |
| Flemming Mikkelsen    | Sambandsflokkurin         | Suðuroy        |                                                                             |
| Tordur Niclasen       | Kristiligi Fólkaflokkurin | Eysturoy       | Minister i 1989.                                                            |
| Agnar Nielsen         | Sambandsflokkurin         | Norðurstreymoy | Lagtingsformand 1989–1990.                                                  |
| Hergeir Nielsen       | Tjóðveldisflokkurin       | Suðuroy        |                                                                             |
| Henrik Old            | Javnaðarflokkurin         | Suðuroy        |                                                                             |
| Jógvan I. Olsen       | Sambandsflokkurin         | Eysturoy       | Minister 1989–1990. Jákup Lamhauge overtog sædet.                           |
| Olaf Olsen            | Fólkaflokkurin            | Eysturoy       | Minister 1989–1990.                                                         |
| John Petersen         | Fólkaflokkurin            | Sandoy         |                                                                             |
| Marita Petersen       | Javnaðarflokkurin         | Suðurstreymoy  |                                                                             |
| Tórbjørn Poulsen      | Sjálvstýrisflokkurin      | Suðurstreymoy  |                                                                             |
| Jóngerð Purkhús       | Tjóðveldisflokkurin       | Suðurstreymoy  | Minister 1988–1990. Finnbogi Ísakson overtog sædet.                         |
| Eilif Samuelsen       | Sambandsflokkurin         | Suðurstreymoy  |                                                                             |
| Jógvan Sundstein      | Fólkaflokkurin            | Suðurstreymoy  | Lagtingsformand i 1988–1989. Lagmand 1989–1990. Eliesar Arge overtog sædet. |
| Jørgen Thomsen        | Javnaðarflokkurin         | Eysturoy       |                                                                             |

| Portal | Portal:Færøerne |